# Chantal Aguilar
Chantal Macarena Aguilar Santelices (San Antonio, 26 de diciembre de 1986) es una periodista y presentadora de televisión chilena, rostro de Canal 13 y T13 en vivo.

## Trayectoria
Entre 2021 y agosto de 2022, Chantal conduce Sin despertador junto a Polo Ramírez.
En noviembre y diciembre de 2022 Chantal es la conductora de la cobertura deportiva de Canal 13 Copa Mundial de Fútbol de 2022.
En marzo de 2023, Chantal es por primera vez como comentarista deportivo en Teletrece. y también como conductora de area cultural en Canal 13 Ciudadanas como conductora junto a Mikel Zulueta el programa Cultura con ustedes.

## Programas
- Teletrece (2011-presente) - Conductora
- Sin despertador (Canal 13, 2021-2022) - Conductora
- Emprendedores Work Café (T13 en vivo, 2021-presente) - Conductora
- Cultura con ustedes (Canal 13, 2023) - Conductora
- Ciudadanas (Canal 13, 2023) - Conductora
- La tarde es nuestra (Canal 13, 2025-presente) - Conductora